# ديفيد أبوت
ديفيد أبوت (بالإنجليزية: David Abbott)‏ هو عداء مسافات طويلة أمريكي، ولد في 8 مارس 1902، وتوفي في 19 مايو 1987.

## وصلات خارجية
- ديفيد أبوت على موقع أوليمبيديا (الإنجليزية)